# João Garcia de Guilhade
João Garcia de Guilhade (fl. XIII secolo) è stato un trovatore portoghese, nato a Milhazes, concelho di Barcelos, attivo nella metà del XIII secolo.
Di riconosciuta capacità e maestria poetica, molta della sua produzione ha un carattere impudico. È autore di poesie celebri e mordaci, come «Ai Dona fea, fostes-vos queixar», a cui toccherà introdurre il tema degli «olhos verdes» nella lirica portoghese, con «Amigos, non poss'eu negar».
Ha frequentato senza dubbio la Casa dei Correias nella freguesia vicina a Monte de Fralães, come infatti ammette Costa Lopes, il suo biografo più autorevole.